# روث جين ديل
روث جين ديل (بالإنجليزية: Ruth Jean Dale)‏ (1942، الأوزارك في الولايات المتحدة)؛ روائية أمريكية.